# Gillian Merron
Gillian Joanna Merron, baronne Merron, née le 12 avril 1959 à Ilford, est une femme politique britannique, directrice générale du Conseil des députés des Juifs britanniques de 2014 à 2021.
Membre du Parti travailliste, elle est députée de Lincoln de 1997 à 2010 et ministre d'État à la Santé publique de 2009 à 2010.
En juillet 2024, elle est nommée sous-secrétaire d'État parlementaire à la Sécurité des patients, à la Santé des femmes et à la Santé mentale dans le gouvernement de Keir Starmer.

## Jeunesse et carrière
Merron est née à Ilford, Essex dans une famille juive, et fait ses études au Wanstead High School de Wanstead dans l'est de Londres. Elle fréquente la Lancaster University Management School, où elle obtient un BSc (Hons) en sciences de la gestion. Elle travaille dans les collectivités locales et en tant que responsable du syndicat NUPE (plus tard UNISON).
Merron rejoint le Parti travailliste en 1984. Avant de devenir députée, Merron est vice-présidente de l'exécutif régional du Parti travailliste. Elle coordonne la campagne de la région centrale aux élections générales de 1992 et aux élections parlementaires européennes de 1994.

## Carrière parlementaire
Merron est candidate parlementaire grâce à une liste restreinte de femmes, et est élue à la Chambre des communes en mai 1997 avec une majorité de 11 130 voix. De 1997 à 2007, lorsque Quentin Davies fait défection au Parti travailliste, elle est la seule députée travailliste du Lincolnshire - et la première depuis Margaret Beckett élue en 1979. Aux élections générales de 2005, sa majorité est de 4 613 voix. Elle perd son siège au profit du candidat conservateur Karl McCartney aux élections générales de 2010.
D'octobre 2002 à mai 2006, elle est whip du gouvernement et Lord commissaire au Trésor. Elle rejoint ensuite le ministère des transports, jusqu'au remaniement du 29 juin 2007, lorsqu'elle est nommée ministre au Cabinet Office et la toute première ministre des Midlands de l'Est.
À la suite de la démission de Peter Hain le 24 janvier 2008, Merron devient sous-secrétaire d'État parlementaire au ministère du Développement international, quittant ses deux fonctions précédentes. À la suite du prochain remaniement de Gordon Brown, le 5 octobre 2008, Merron est transférée au ministère des Affaires étrangères au même poste, sous-secrétaire d'État parlementaire. Elle est promue au poste de ministre d'État au ministère de la Santé pour assumer la responsabilité de la santé publique.
Au lendemain du Scandale des dépenses du Parlement du Royaume-Uni, Sir Thomas Legg recommande à Gillian Merron de rembourser 6 305,17 £.

## Carrière post-parlementaire
Après sa défaite aux élections générales de 2010, Merron devient présidente de Bus Users UK  anciennement connue sous le nom de National Federation of Bus Users.
En juillet 2014, elle est directrice générale du Conseil des députés des Juifs britanniques . Depuis février 2013, elle est vice-présidente du Jewish Leadership Council  et chargée des affaires extérieures au conseil d'administration du judaïsme libéral de juillet 2012 à mai 2014.
En décembre 2020, elle se voit conférer une pairie à vie sur une nomination par le chef du parti travailliste Keir Starmer .